# Эспелета
Эспелета (исп. Ezpeleta) — город в Аргентине в провинции Буэнос-Айрес, расположенный в муниципалитете Кильмес. Часть агломерации Большой Буэнос-Айрес.

## История
В конце XVIII века в Южную Америку переехал баск дон Сальвадор Хоакин де Эспелета. В первой половине XIX века в этих местах приобрёл землю его сын Марьяно де Эспелета, и основал здесь ферму.
В 1904 году здесь был основан населённый пункт. В 1973 году он получил статус города.